# XLT寒天培地
XLT寒天培地（XLTかんてんばいち、英：XLT Agar, Xylose Lysine Tergitol-4）は、食品や環境検体からサルモネラを分離・同定するための選択培地である。XLD寒天培地に類似するが、この寒天培地には界面活性剤であるTergitol 4が添加されており、プロテウス属やその他の非サルモネラを阻害する。サルモネラの増殖に成功すると、中心部が黒色の赤色コロニーができる。
- XLT寒天培地は以下を含む：

| プロテオースペプトン   | 1.6g/l   |
| 酵母エキス             | 3g/l     |
| L-リシン               | 5g/l     |
| キシロース             | 3.75g/l  |
| ラクトース             | 7.5g/l   |
| スクロース             | 7.5g/l   |
| 塩化ナトリウム         | 5g/l     |
| チオ硫酸ナトリウム     | 6.8g/l   |
| クエン酸鉄アンモニウム | 0.8 mg/l |
| フェノールレッド       | 0.08g/l  |
| 寒天                   | 18g/l    |
| Tergitol-4             | 4.6mL/l  |

## 関連記事
- 寒天培地
- XLD寒天培地
- R2A寒天培地
- MRS寒天培地